# YKP Gdynia
Yacht Klub Polski Gdynia – najstarszy klub żeglarski w Gdyni, wywodzący się z powołanego w Warszawie w 1924 roku Yacht Klubu Polski, którego założycielem i pierwszym komandorem był generał Mariusz Zaruski. Jego imieniem nazwany jest obecnie gdyński basen żeglarski. Klub prowadzi zarówno działalność sportową, szkoleniową jak i turystyczną.

## Historia[1]
- 1924 – pierwsza wzmianka o utworzeniu Oddziału Morskiego Yacht Klubu Polski.
- 1925 – zakup pierwszego jachtu "Witeź"
- 1 marca 1928 – klub oficjalnie uzyskał samodzielność – do tej pory administrowany był z Warszawskiej siedziby
- 1931 – pierwszych czterech kapitanów wyszkolonych w YKP Gdynia otrzymuje dyplomy kapitańskie
- czerwiec 1933 – organizacja pierwszych regat pełnomorskich na trasie Gdynia – Ronne na Bornholmie. Zwycięża jacht YKP Gdynia "Witeź" prowadzony przez Michała Laudańskiego
- 1935 – flotylla klubu liczy 17 jachtów, pływających w rejsach turystycznych i regatowych
- 1939 – jacht YKP Gdynia "Admirał" prowadzony przez porucznika Jerzego Juraha-Giedroycia zwycięża w regatach Round Gotland. Jest to pierwsze międzynarodowe zwycięstwo polskiego jachtu.
- 29 września 1945 – reaktywacja Oddziału Morskiego YKP
- 1959 – klub liczy 223 członków
- 1970 – do klubu włączona zostaje sekcja żeglarska MZKS Arka
- 1991 – klub zmienia nazwę na Yacht Klub Polski w Gdyni
- 2002 – klub zmienia nazwę na Yacht Klub Polski Gdynia (ujednolicenie nazewnictwa)[potrzebny przypis]

## Komandorzy klubu[2]
- Mariusz Zaruski
- Józef Unrug
- Włodzimierz Steyer
- Ignacy Berezin
- Tadeusz Gerwel
- Jerzy Romaszkierwicz
- Gabriel Groch
- Edmund Strenk
- Stanisław Jurzyk
- Damian Dunikowski
- Stefan Domański
- Wojciech Babiński
- Oskar Janowski
- Ludwik Vogt
- Konrad Smoleń
- Jan Goździkowski
- Adam Liszkiewicz
- Jerzy Sawicki
- Marek Stawiszyński[potrzebny przypis]
- Adam Selonke[potrzebny przypis]